# Hespérides Trough
Koordinaten: 60° 21′ S, 50° 50′ W
Der Hespérides Trough ist ein Seebecken im Südlichen Ozean. Es liegt zwischen den Archipelen der Südlichen Shetlandinseln und den Südlichen Orkneyinseln.
Seine Benennung nach dem spanischen Polarforschungsschiff Hespérides erfolgte im November 1995 durch das Advisory Committee on Undersea Features (ACUF).